# Le avventure di Sammy
Le avventure di Sammy (Sammy's avonturen: de geheime doorgang) è un film d'animazione franco-belga del 2010, diretto da Ben Stassen.

## Trama
Ottobre 1959. Sammy, una tartaruga marina, nasce su una spiaggia e si mobilita per uscire dal nido di sabbia, ma viene catturato da un gabbiano. Sputandogli sabbia nell'occhio, lo fa scontrare in volo con un altro gabbiano che reca nel becco un'altra tartaruga, Shelly. Le neonate tartarughe precipitano sulla spiaggia: Sammy sul relitto di una zattera dove sviene, Shelly invece riesce a prendere il mare. La stessa notte, la marea porta la zattera in mare aperto, dove Sammy incontra una tartaruga liuto, di nome Ray, col quale stringe subito amicizia. I due crescono insieme, scorrazzando in balia delle correnti del Pacifico sulla zattera stessa.
Anni dopo, la zattera si sfascia, poiché Ray e Sammy sono cresciuti, e vengono intrappolati in reti da traino e separati. Sammy viene ributtato in mare dai pescatori e raggiunge la riva dove viene rinvenuto da due hippy. Condotto al loro accampamento e rifocillato, stringe amicizia con il loro gatto, Fluffy, e con una tartaruga più anziana di nome Vera, che viene poi rilasciata in mare. Una notte, gli hippy vengono smobilitati dalle forze dell'ordine, e mentre lascia la spiaggia al loro seguito, Fluffy nasconde Sammy. Tornato nell'oceano, ritrova Vera, che lo salva dal soffocamento da un sacchetto di plastica; mentre si saziano di alghe, fortuitamente salvano una tartaruga da uno squalo, che Sammy riconosce esser Shelly.
Dietro rivelazione di Fluffy a Sammy sull'esistenza di tanti altri oceani, le due tartarughe decidono di avventurarsi alla loro scoperta. Arrivati nel canale di Panama, i due vengono separati tra le chiuse. Sammy, sempre alla ricerca di Shelly, segue le correnti fino in Antartide dove viene soccorso dagli ecologisti e portato a Monterey, in California, in una struttura veterinaria dove rincontra Fluffy.
Questa volta, Sammy viene rilasciato nell'oceano. Incontra due tartarughe in cerca d'aiuto per un'altra tartaruga intrappolata in un container. Sammy libera la tartaruga, che si rivela essere Ray, attualmente fidanzato con Rita. Ray conduce Sammy ad un galeone demolito e trova Shelly che si incontra con un'altra tartaruga. Al povero Sammy sconsolato, Rita rivela che la tartaruga è Robbie, ed è solo un playboy. Per realizzare un'apparizione spettacolare, Ray organizza un salvataggio per Sammy su Shelly, con l'aiuto di Albert, uno squalo senza denti ed il piano riesce. Così Sammy e Shelly si fidanzano ed insieme a Ray ed a Rita tornano nel loro luogo di nascita, mettendo al mondo dei figli.

## Sequel
Nell'agosto 2012 (dicembre nei cinema italiani) è uscito nelle sale il sequel del film, intitolato Sammy 2 - La grande fuga.

## Riconoscimenti
- 2010 - European Film Awards
  - Candidatura come miglior film d'animazione a Ben Stassen